# Wagga Wagga
Wagga Wagga (pronunciado Wogga Wogga) es una ciudad en Nueva Gales del Sur, Australia, de 54 411 habitantes (2016). Situada a orillas del río Murrumbidgee, Wagga Wagga es una de las ciudades más grandes del interior del estado así como por ser un importante centro agrícola, militar, educativo y de transportes. Posee 22 escuelas primarias, 8 escuelas secundarias y los cuatro campus principales de la universidad de Charles Sturt, así como el hospital central de Wagga y la base del ejército australiano de Kapooka. Wagga Wagga es el centro administrativo de la región de Riverina.

## Geografía

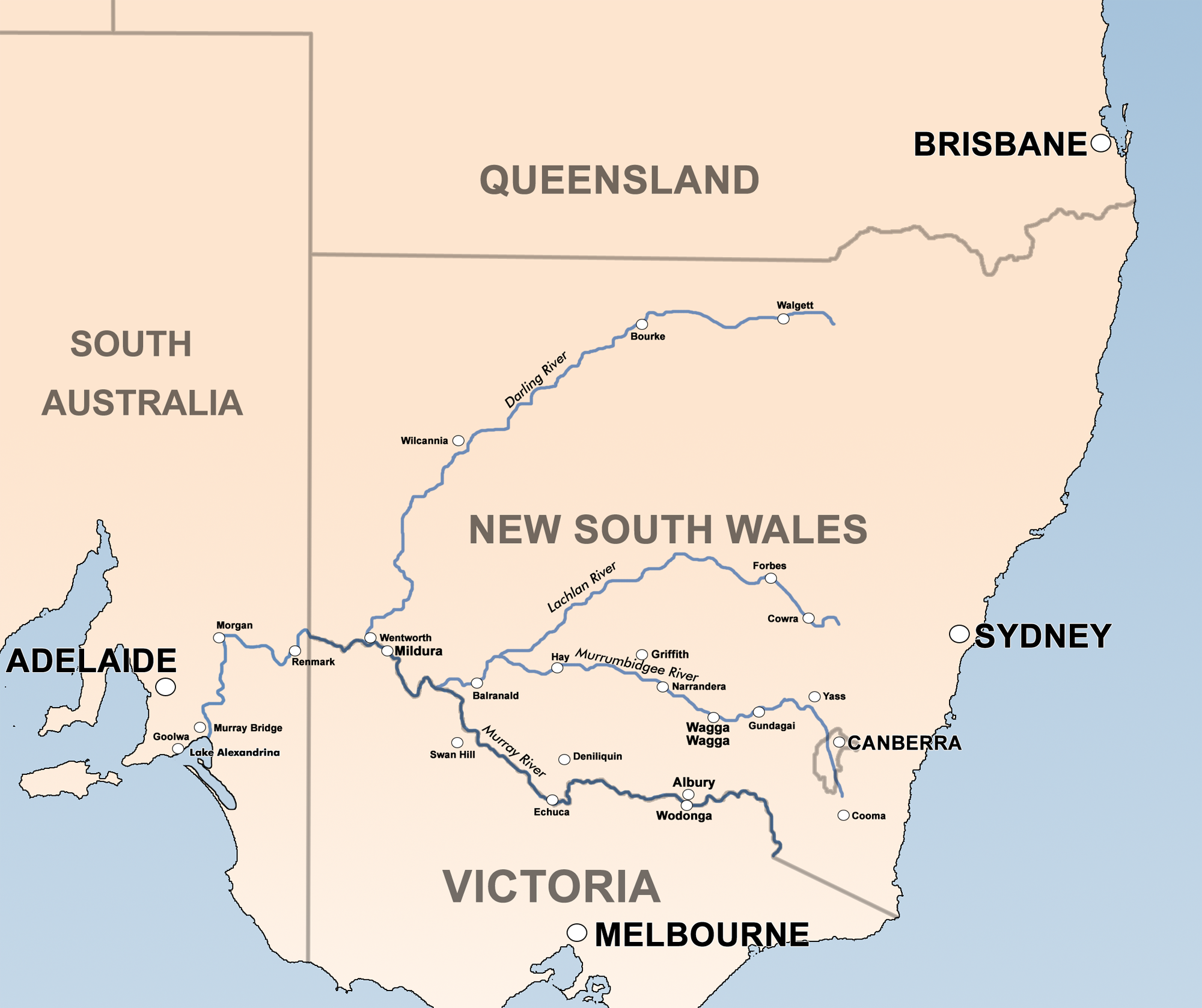
Mapa de la cuenca del río Darling en el que aparece Wagga Wagga a orillas del río Murrumbidgee

La ciudad está situada a orillas del río Murrumbidgee, a 475 km al sudoeste de Sídney, 240 km de Canberra y 440 km de Melbourne. Se encuentra en la ruta de la carretera de Sturt y no en la Hume, carretera principal esta de Sídney - Melbourne. La atraviesa la línea ferroviaria principal de Sídney - Melbourne y está aproximadamente equidistante entre las dos ciudades principales.
El río Murrumbidgee no es visible desde la ciudad por la introducción de diques para prevenir daños por inundaciones. La laguna de Wollundry es la principal lámina del agua de la ciudad y ha sido un elemento esencial en el desarrollo urbano con la separación de la parte sur (más antigua) de la norte (más reciente).

## Clima
| Parámetros climáticos promedio de Wagga Wagga | Parámetros climáticos promedio de Wagga Wagga | Parámetros climáticos promedio de Wagga Wagga | Parámetros climáticos promedio de Wagga Wagga | Parámetros climáticos promedio de Wagga Wagga | Parámetros climáticos promedio de Wagga Wagga | Parámetros climáticos promedio de Wagga Wagga | Parámetros climáticos promedio de Wagga Wagga | Parámetros climáticos promedio de Wagga Wagga | Parámetros climáticos promedio de Wagga Wagga | Parámetros climáticos promedio de Wagga Wagga | Parámetros climáticos promedio de Wagga Wagga | Parámetros climáticos promedio de Wagga Wagga | Parámetros climáticos promedio de Wagga Wagga |
| Mes                                           | Ene.                                          | Feb.                                          | Mar.                                          | Abr.                                          | May.                                          | Jun.                                          | Jul.                                          | Ago.                                          | Sep.                                          | Oct.                                          | Nov.                                          | Dic.                                          | Anual                                         |
| --------------------------------------------- | --------------------------------------------- | --------------------------------------------- | --------------------------------------------- | --------------------------------------------- | --------------------------------------------- | --------------------------------------------- | --------------------------------------------- | --------------------------------------------- | --------------------------------------------- | --------------------------------------------- | --------------------------------------------- | --------------------------------------------- | --------------------------------------------- |
| Temp. máx. abs. (°C)                          | 44.8                                          | 45.2                                          | 39.5                                          | 35.4                                          | 27.4                                          | 23.2                                          | 23.2                                          | 26.6                                          | 31.8                                          | 36.3                                          | 42.8                                          | 43.2                                          | 45.2                                          |
| Temp. máx. media (°C)                         | 31.6                                          | 30.9                                          | 27.7                                          | 22.5                                          | 17.3                                          | 13.8                                          | 12.7                                          | 14.5                                          | 17.6                                          | 21.4                                          | 25.7                                          | 29.4                                          | 22.1                                          |
| Temp. media (°C)                              | 23.9                                          | 23.6                                          | 20.5                                          | 15.8                                          | 11.6                                          | 8.7                                           | 7.7                                           | 9.5                                           | 11.3                                          | 14.5                                          | 18.2                                          | 21.5                                          | 15.6                                          |
| Temp. mín. media (°C)                         | 16.2                                          | 16.4                                          | 13.4                                          | 9.1                                           | 5.9                                           | 3.7                                           | 2.7                                           | 3.6                                           | 5.1                                           | 7.7                                           | 10.7                                          | 13.7                                          | 9.0                                           |
| Temp. mín. abs. (°C)                          | 3.4                                           | 2.3                                           | 2.6                                           | -2.1                                          | -4.4                                          | -5.2                                          | -6.3                                          | -5.4                                          | -3.8                                          | -2.2                                          | -0.2                                          | 3.4                                           | -6.3                                          |
| Precipitación total (mm)                      | 40.4                                          | 41.8                                          | 43.3                                          | 41.0                                          | 50.9                                          | 49.1                                          | 55.0                                          | 51.5                                          | 49.7                                          | 58.7                                          | 45.4                                          | 46.6                                          | 573.4                                         |
| Días de precipitaciones (≥ 1 mm)              | 5.2                                           | 5.3                                           | 5.4                                           | 6.8                                           | 9.3                                           | 11.4                                          | 13.6                                          | 13.0                                          | 10.7                                          | 9.6                                           | 7.6                                           | 6.2                                           | 104.1                                         |
| Horas de sol                                  | 307.9                                         | 285.3                                         | 265.6                                         | 231.7                                         | 178.0                                         | 127.1                                         | 132.8                                         | 180.8                                         | 209.1                                         | 257.1                                         | 274.0                                         | 291.0                                         | 2740.4                                        |
| Fuente: Bureau of Meteorology                 |                                               |                                               |                                               |                                               |                                               |                                               |                                               |                                               |                                               |                                               |                                               |                                               |                                               |

## Recreación

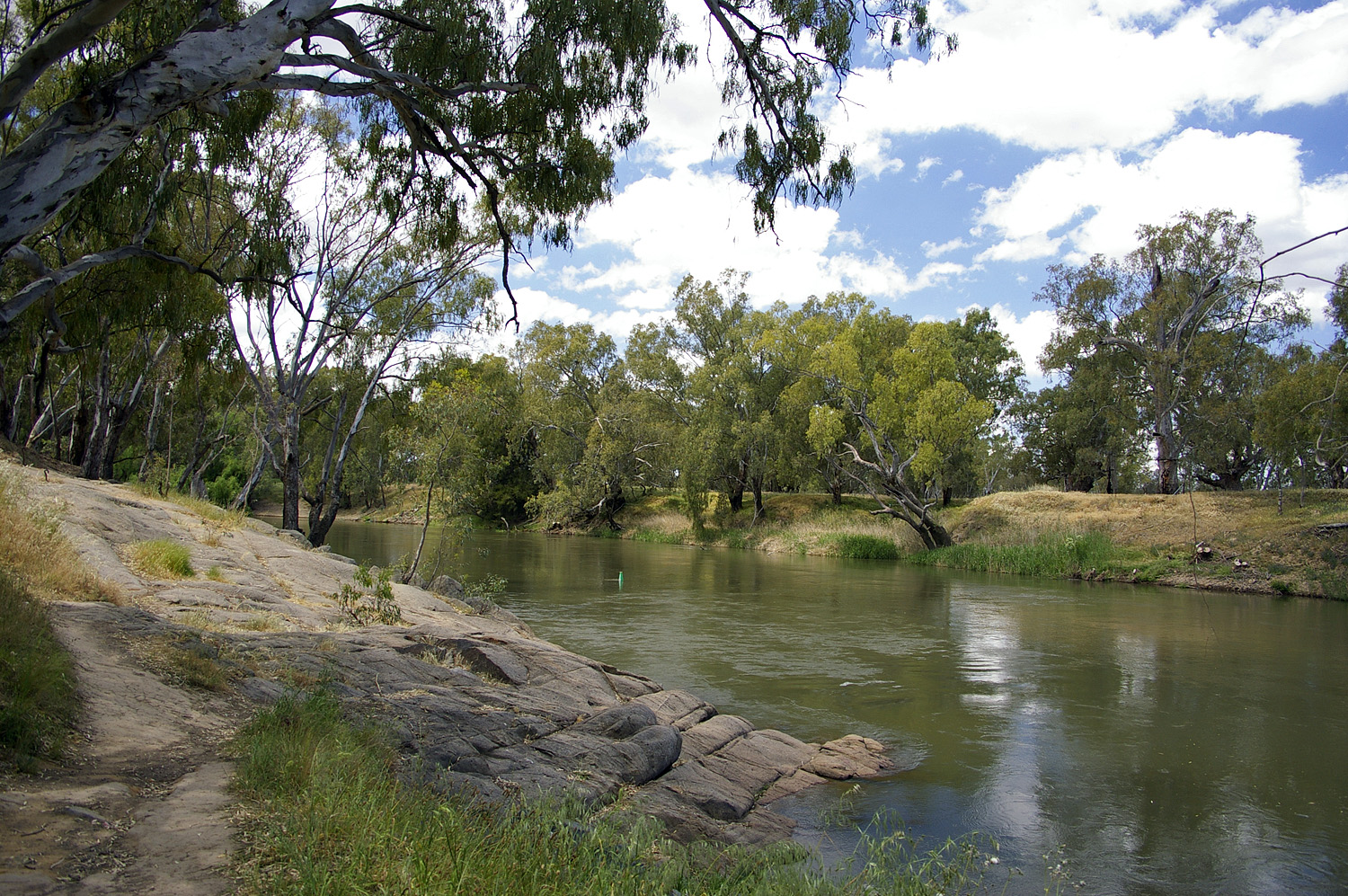
"The Rocks" en el río Murrumbidgee

El río Murrumbidgee en Wagga Wagga se convierte en una gran playa de arena y es un lugar popular para nadar, hacer picnics y hacer barbacoas durante los meses más cálidos. Entre 1977 y 1995, la playa fue sede de las Gumi Races, donde se animaba a la gente a hacer balsas con neumáticos y sabotear la competencia arrojándoles huevos podridos y harina. Los visitantes y los residentes locales todavía aprovechan todas las oportunidades durante los meses más cálidos para flotar río abajo desde el área conocida como "The Rocks", a unos 600 metros río arriba del área principal de la playa.

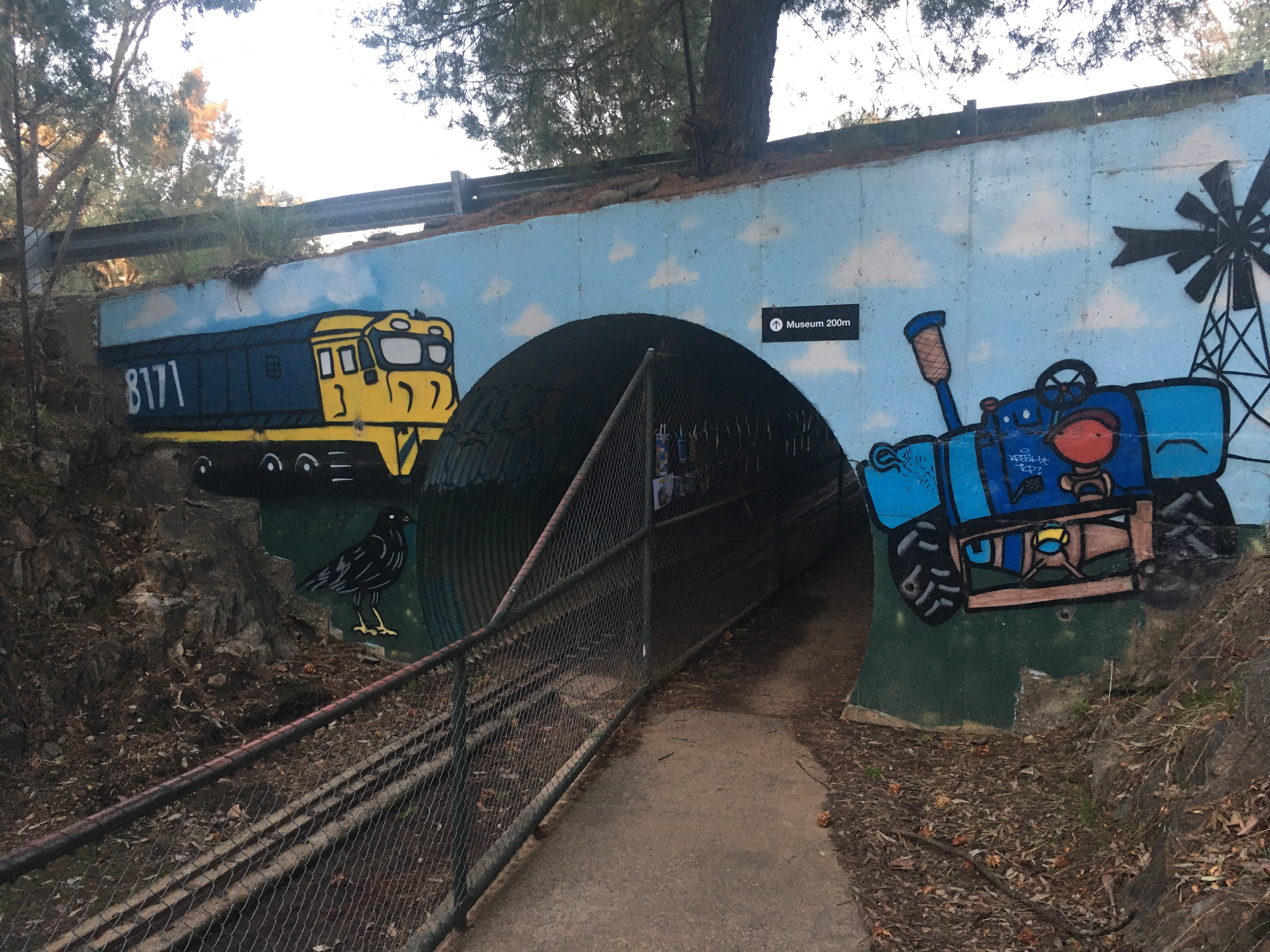
El "Túnel de Henry" en el Ferrocarril en Miniatura de Willans Hill

La laguna de Wollundry, el Lago Albert y los parques proporcionan instalaciones recreativas. Las instalaciones deportivas incluyen el Centro Acuático Regional Oasis, con la única bola de olas de Australia. El Teatro Cívico de Wagga Wagga y los cines Forum 6 ofrecen lugares de entretenimiento. Los Jardines Botánicos de Wagga Wagga albergan un cuenco musical, un pequeño zoológico con un paseo a través de la pajarera, una capilla en el árbol, el Ferrocarril en Miniatura de Willans Hill y un jardín de camelias. Ubicados a orillas de la laguna de Wollundry e inaugurados oficialmente en 1927, los Jardines Conmemorativos de la Victoria se establecieron en medio de cierta controversia como tributo a quienes lucharon y murieron en la Primera Guerra Mundial.